# Eptatretus
Eptatretus är ett släkte av ryggsträngsdjur. Eptatretus ingår i familjen pirålar.

## Dottertaxa tillEptatretus, i alfabetisk ordning[1]
- Eptatretus alastairi
- Eptatretus ancon
- Eptatretus astrolabium
- Eptatretus atami
- Eptatretus bischoffii
- Eptatretus burgeri
- Eptatretus caribbeaus
- Eptatretus carlhubbsi
- Eptatretus cheni
- Eptatretus chinensis
- Eptatretus cirrhatus
- Eptatretus deani
- Eptatretus eos
- Eptatretus fernholmi
- Eptatretus fritzi
- Eptatretus goliath
- Eptatretus gomoni
- Eptatretus grouseri
- Eptatretus hexatrema
- Eptatretus indrambaryai
- Eptatretus lakeside
- Eptatretus laurahubbsae
- Eptatretus longipinnis
- Eptatretus lopheliae
- Eptatretus mcconnaugheyi
- Eptatretus mccoskeri
- Eptatretus mendozai
- Eptatretus menezesi
- Eptatretus minor
- Eptatretus moki
- Eptatretus multidens
- Eptatretus nanii
- Eptatretus nelsoni
- Eptatretus octatrema
- Eptatretus okinoseanus
- Eptatretus polytrema
- Eptatretus profundus
- Eptatretus rubicundus
- Eptatretus sheni
- Eptatretus sinus
- Eptatretus springeri
- Eptatretus stoutii
- Eptatretus strahani
- Eptatretus strickrotti
- Eptatretus taiwanae
- Eptatretus walkeri
- Eptatretus wayuu
- Eptatretus wisneri
- Eptatretus yangi